# Suzutsuki (1942)
Pour les autres navires du même nom, voir Suzutsuki.
Le Suzutsuki (涼月) était un destroyer de classe Akizuki en service dans la Marine impériale japonaise pendant la Seconde Guerre mondiale.

## Historique
Les 6 et 7 avril 1945, le Suzutsuki escorte le cuirassé Yamato en mer intérieure de Seto pour son ultime mission d'attaque contre les forces alliées qui se battent à Okinawa. Lors de la mission, sa coque est arrachée par une torpille larguée d'un avion de la Task Force 58, retournant difficilement à Sasebo.
À la fin de la guerre, le Suzutsuki est rayé des listes de la marine le 20 novembre puis est utilisé comme brise-lames à Wakamatsu-ku avec les destroyers Fuyutsuki et Yanagi en 1948.

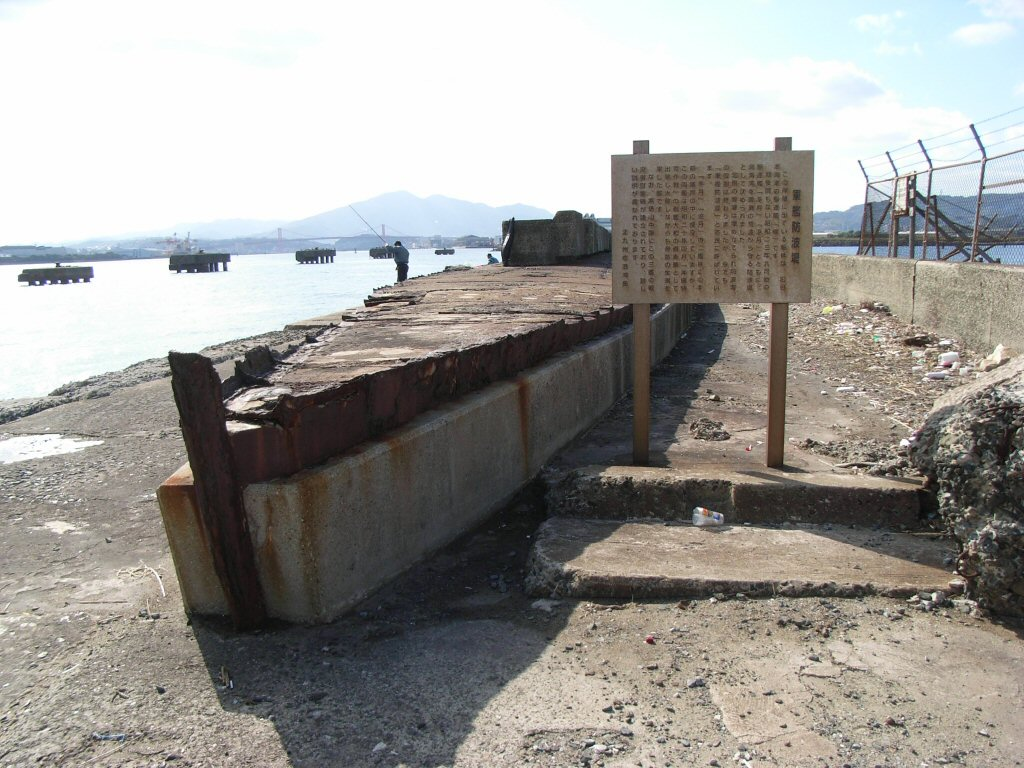
Coque du Yanagi, avec un panneau décrivant l'histoire du brise-lames, avec Suzutsuki et Fuyutsuki enterrés en dessous.